# Partito Rivoluzionario dei Lavoratori (Regno Unito)
Il Partito Rivoluzionario dei Lavoratori (Workers Revolutionary Party) è un partito politico britannico di estrema sinistra, che si ispira all'ideologia trotzkista. Negli anni '80 si è diviso in vari gruppi, uno dei quali ha mantenuto il nome originale.

## Fondazione
Nacque nel 1973 dalle ceneri della Socialist Labour League. Fra le sue proposte politiche vi era la sostituzione della polizia con una milizia di lavoratori. Dalla metà degli anni '70 il partito subì un lento decremento dei membri iscritti, dal momento che veniva chiesto ai soci di pagare una quota di iscrizione, nonostante l'adesione di star come Corin e Vanessa Redgrave.
Una grossa scissione avvenne quando fu espulso Alan Thornett, che poi formò la Lega dei Lavoratori Socialisti. Workers Socialist League. Nel 1979 un altro gruppo, più piccolo, si separò per creare il Partito Internazionale Leninista dei Lavoratori.
Nel 1975 Corin Redgrave comprò la White Meadows Villa a Parwich, Derbyshire, che venne usata dal WRP come sede per corsi di formazione, guidati dal presentatore televisivo Roy Battersby. The Observer pubblicò un articolo accusando che l’attrice Irene Gorst venne interrogata mentre era nella scuola e che le venne impedito di andarsene. Il gruppo fece causa al direttore dell’Observer David Astor per questo dossier, in un caso segnato da un raid armato di polizia nella casa, in cui furono trovate pallottole.  La giuria sentenziò che non tutto nell’articolo era vero, ma la reputazione dei querelanti non era stata materialmente danneggiata. 
Nel 1976 il WRP lanciò un’inchiesta sui dettagli della morte di Trotsky, in seguito alle affermazioni di Joseph Hansen che Harold Robins, uno dei fondatori del Partito Socialista dei Lavoratori sarebbe potuto essere un agente sovietico. Il report conseguente assolse Robins e affermò che Ramón Mercader era vivo in Cecoslovacchia. 
Il partito incontrò ufficiali del governo libico nel 1977 ed emisero un comunicato ufficiale congiunto contro il sionismo, gli USA e Anwar Sadat. Ci furono immediate supposizioni su finanziamenti libici al giornale del partito, News Line. I legami continuarono, con membri del partito che parlarono regolarmente in eventi ufficiali in Libia.   Nel 1981 The Sunday Telegraph accusò News Line di essere finanziato dal governo di Muammar al-Gaddafi. Nel 1983 The Money Programme fece simili affermazioni, ripetute anche dal giornale Socialist Organiser. Il partito inizialmente fece causa, ma poi preferì rinunciare. Anni più tardi fu portata avanti un’investigazione con la collaborazione di Mike Banda e Cliff Slaughter, figure trainanti del WRP; la conclusione è che il giornale poteva usufruire di informazioni fornite dall’intelligence libica. Come pubblicato da Solidarity, £1.075.163 erano stati versati al giornale dalla Libia e da altre nazioni del Medio Oriente, fra il 1977 ed il 1983.

## L’espulsione di Healy
A fine ottobre 1985 il partito espulse il leader Gerry Healy . Seguirono altre epulsioni, inclusi Vanessa e Corin Redgrave. Inizialmente Healy venne accusato di relazioni non comuniste. Poco più tardi però una lettera sulla prima pagina di “Newsline”, scritta da Aileen Jennings, ex segretaria di Healy, affermò che l’espulsione era dovuta alle molestie sessuali perpetrate dal leader su almeno 26 colleghe di partito.

## Anni recenti
Healy e i suoi seguaci continuarono a proclamarsi come rappresentanti del WRP, tanto che coesistettero due versioni dello stesso partito, ognuno editore di un giornale con lo stesso nome. Le ripercussioni si estesero anche al Comitato Internazionale della Quarta Internazionale, di cui il WRP fa parte. Entrambi i gruppi comunque si frammentarono negli anni.
Una prima separazione nel gruppo di Healy si ebbe quando una sezione londinese, guidata da Richard Price, si rivoltò e venne espulsa. Formarono la Lega Internazionale dei Lavoratori nel 1987, che si trasformò poi in Azione dei Lavoratori. Il gruppo di Healy si divise di nuovo quando la sezione americana della Quarta Internazionale, guidata da David North, segretario del Partito dell’uguaglianza socialista, si rivoltò a sua volta e creò un suo proprio Comitato Internazionale della Quarta Internazionale. Alcuni membri del WRP si allinearono a North e, guidati da David Hyland, lasciarono il partito nel 1986, per fondare il Partito dell’Internazionale Comunista, con sede a Sheffield. 
Sempre nel 1986, Healy venne a sua volta espulso e si ritirò dal partito. Con Corin e Vanessa Redgrave formò una corrente minoritaria che si batteva per un maggiore allineamento pro-sovietico; nel 1987 la formazione si separò nel Partito Marxista.
L’altra versione del WRP subì anch’essa una serie di scissioni, inclusa la Lega per l’Internazionale Socialista e sostenitori dell’Internazionale dei Lavoratori per Ricostruire la Quarta Internazionale, portando il partito ad una dimensione minuscola sotto il nome di Movimento per il Socialismo.
Il partito di Sheila Torrance è l’unico rimanente sotto il nome originale e ancora produce il quotidiano The News Line , pubblicato anche sul sito ufficiale. Presso la commissione elettorale, il partito ha registrato Frank Sweeney come leader dal 15 maggio 2001.